# Ketazolam

Strukturformel för ketazolam.

Ketazolam, summaformel C20H17ClN2O3, är ett ångestdämpande och lugnande preparat som tillhör gruppen bensodiazepiner, patenterat 1970 av Upjohn. Preparatet används inte som läkemedel i Sverige.
Substansen är narkotikaklassad och ingår i förteckning P IV i 1971 års psykotropkonvention, samt i förteckning IV i Sverige.